# Asconiscus simplex
Asconiscus simplex là một loài chân đều trong họ Asconiscidae. Loài này được G.O. Sars miêu tả khoa học năm 1899.